# DJ Хобот
DJ Хобот (также Djedi Хобот, настоящее имя — Юрий Ярушников; род. 20 января 1979, Москва) — российский музыкант, экс-диджей группы Каста.

## Биография
Начинал свою музыкальную карьеру в 2000-е годы с драм-н-бейса. Работал на радио «Станция 106.8», позже и на «Станция 2000» в программе о хип-хопе «Freestyle». С 2001 года начал пытаться использовать виниловые проигрыватели в качестве музыкального инструмента. С 2002 по 2011 год сотрудничал с группой Каста в качестве диджея.
В юности занимался брейк-дансом, поэтому является частым гостем на соревнованиях по этому виду в качестве диджея. С 2003 года спонсируется компанией Vestax — производителе диджейского оборудования.
Его диджейские сеты представляют собой оригинальную смесь современного рэпа, композиций из старых отечественных фильмов, джаза и фанка.
По состоянию на 2021 год, занимается свободным творчеством.